# Металопрокат
Прока́т — металовироби, отримані в результаті процесу прокатки. Прокат використовується безпосередньо в конструкціях (мости, будівлі, залізобетонні вироби тощо), слугує заготовками для виготовлення деталей в механічних цехах і в ковальсько-штампувальному виробництві, деталі з мінімальним припуском на механічну обробку (деталепрокатне виробництво).
Профілі прокату — геометрична форма перетину прокату.
Сортамент прокату — сукупність профілів прокату, одержуваного на прокатному стані.
У державних стандартах на прокат наводяться відомості про площу поперечного перетину, розміри, площу, масу одного метра довжини профілю і допустимі відхилення від номінальних розмірів.

## Класифікація прокату
(згідно з книжкою Хорольського Д. Ю. «Справочник по металлопрокату» з оновленими (частково) стандартами чинними в Україні. Закреслені документи стандартів — це документи у яких скасована чинність без заміни в Україні.
1. Сортовий прокат
1.1 Простий сортовий прокат
1.1.1. Заготовки

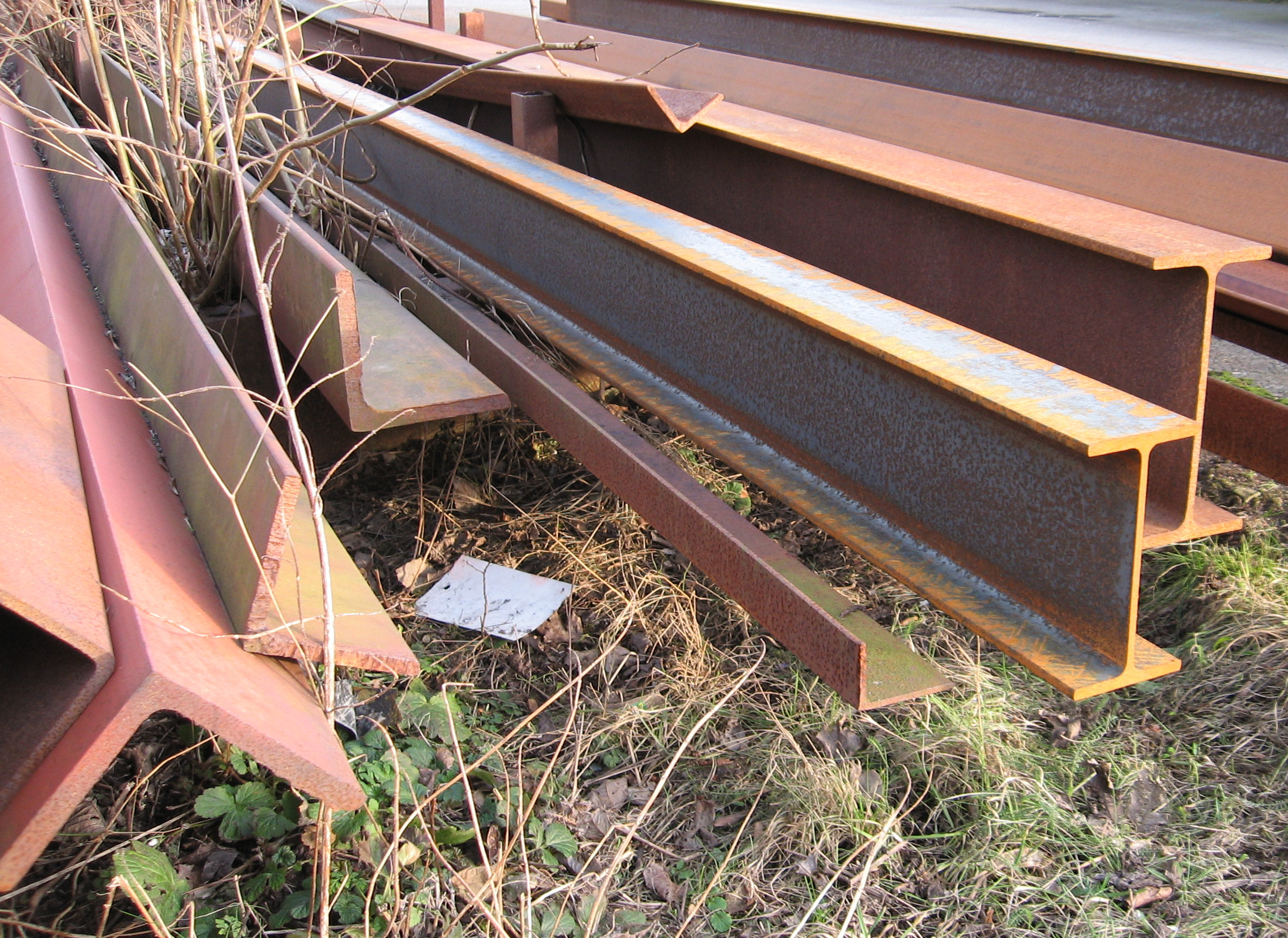
Фасонний металопрокат в асортименті

- Заготовка трубна з вуглецевих низьколегованих і легованих сталей (ДСТУ 3-009-2000)
- Заготовка трубна з вуглецевих низьколегованих і легованих сталей (ГОСТ 14-21-77)

1.1.2. Сортовий прокат загального призначення
- Катанка
  - Катанка з вуглецевої сталі звичайної якості (ДСТУ 2770-94 (ГОСТ 30136-95); (ISO 8457-1:1989))
  - Катанка сталева канатна (ДСТУ 3683-98)
- Квадрат
  - Квадрат гарячекатаний (ДСТУ 4746:2007/ГОСТ 2591—2006)
  - Квадрат кований (ГОСТ 1133-71)
  - Квадрат калібрований (ГОСТ 8559-75)
- Круг
  - Круг гарячекатаний (ДСТУ 4738:2007/ГОСТ 2590—2006)
  - Круг кований (ГОСТ 1133-71)
  - Круг калібрований (ДСТУ 8608:2015)
  - Круг зі спеціальною обробкою поверхні (ГОСТ 14955-77)
- Штаба
  - Штаба гарячекатана (ДСТУ 4747:2007/ГОСТ 103—2006)
  - Прокат гарячекатаний широкоштабовий універсальний (ГОСТ 82-70)
  - Прокат товстолистовий та широкоштабовий з конструкційної якісної сталі (ГОСТ 1577-93)
- Шестигранник
  - Шестигранник гарячекатаний (ДСТУ 4737:2007/ГОСТ 2879—2006)
  - Шестигранник калібрований (ДСТУ 8609:2015)

1.2. Фасонний прокат
1.2.1. Фасонний прокат загального призначення
- Балка двотаврова
  - Балки двотаврові згідно ДСТУ 8768:2018 з ухилом внутрішніх граней полиць
  - Балки двотаврові сталеві спеціальні (ДСТУ 8807:2018)
  - Балки двотаврові гарячекатані з паралельними гранями полиць (ГОСТ 26020-83)
  - Балки зварні двотаврові
- Кутик
  - Кутик гарячекатаний рівнополичний (ДСТУ 2251-93 (ГОСТ 8509-93))
  - Кутик нерівнополичний (ДСТУ 8769:2018)
  - Кутики сталеві гнуті рівнополичні (ДСТУ 2254-93 (ГОСТ 19771-93))
  - Кутики сталеві гнуті нерівнополичні (ДСТУ 2255-93 (ГОСТ 19772-93))
- Швелер
  - Швелери сталеві гарячекатані (ДСТУ 3436-96 (ГОСТ 8240-97))
  - Швелер спеціальний (ДСТУ 8807:2018)
  - Швелери сталеві гарячекатані (DIN 1026)
  - Швелер гнутий рівнополичний (ДСТУ 8806:2018)
  - Швелер гнутий нерівнополичний (ГОСТ 8281-80)

1.2.2. Фасонний прокат галузевого призначення
- Рейки
  - Рейки залізничні вузької колії типів Р8 і Р11 (ДСТУ 3611-97)
  - Рейки залізничні вузької колії типів Р18 і Р24 (ДСТУ 3799-98)
  - Рейки кранові (ДСТУ 2484-94 (ГОСТ 4121-96))
- Профіль шпунтовий

1.2.3. Фасонний прокат спеціального призначення
1.3. Періодичний прокат
- Арматура
  - Арматура для залізобетонних конструкцій (ДСТУ 3760:2019)
  - Арматура для залізобетонних конструкцій (ГОСТ 5781-82)
  - Арматура термомеханічно зміцнена для залізобетонних конструкцій (ГОСТ 10884-94)

1.4. Спеціальний прокат
- Кулі сталеві (ДСТУ 8538:2015)

2. Листовий прокат
2.1 Гарячекатаний листовий прокат з вуглецевих та низьковуглецевих марок сталі (класифікація гарячекатаного листового прокату згідно ДСТУ 8540:2015, граничні відхилення розмірів та маси гарячекатаного листового прокату згідно ДСТУ 8540:2015)
2.1.1 Прокат гарячекатаний тонколистовий (до 4 мм)
2.1.2 Прокат гарячекатаний товстолистовий (4-160 мм)
2.2. Холоднокатаний листовий прокат з вуглецевих марок сталі (класифікація холоднокатаного листового прокату згідно ГОСТ 19904-90)
- Тонколистовий холоднокатаний прокат з низьковуглецевої якісної сталі для холодної штамповки (ГОСТ 9045-93)
- Оцинкований листовий прокат з безперервних ліній (ГОСТ 14918-80)

2.2.1.Прокат з конструкційної та легованої сталі
- Прокат товстолистовий та широкосмуговий з конструкційної якісної сталі (ГОСТ 1577-93)
- Прокат тонколистовий з конструкційної легованої високоякісної сталі спеціального призначення (ГОСТ 11268-76)
- Прокат листовий і широкосмуговий універсальний з конструкційної легованої високоякісної сталі спеціального призначення (ГОСТ 11269-76)

2.2.2.Нержавіючий (корозійностійкий) лист
- Прокат тонколистовий корозійностійкий, жаростійкий та жаротривкий (ГОСТ 5582-75)
- Прокат товстолистовий корозійностійкий, жаростійкий та жаротривкий (ГОСТ 7350-77)

2.2.3.Листовий прокат після додаткової обробки
- Лист профільований (ДСТУ 8802:2018)
- Лист просічно-витяжний (ТУ У 27.1-25484714-001-2002 /Запоріжсталь-Інвест Торгпром/)

2.2.4 Бляха (Жерсть)
2.2.5 Смуга
- Смуга гарячекатана
- Смуга холоднокатана

3. Труби
3.1.Електрозварні труби
- Труби сталеві водогазопровідні (ДСТУ 8936:2019) (раніше був ГОСТ 3262-75)
- Труби сталеві електрозварні прямошовні (ДСТУ 8943:2019) (раніше були ГОСТ 10705-80; ГОСТ 10704-91)
- Труби сталеві електрозварні прямошовні (ГОСТ 10706-76)
- Труби сталеві електрозварні холоднодеформовані (ГОСТ 10707-80)
- Труби сталеві електрозварні зі спіральним швом загального призначення (ГОСТ 8696-74)

3.2.Безшовні круглі труби
- Труби сталеві безшовні гарячедеформовані (ДСТУ 8938:2019) (раніше були ГОСТ 8731-74; ГОСТ 8732-78; ГОСТ 9567-75)
- Труби сталеві безшовні холоднодеформовані (ДСТУ 8939:2019) (раніше були ГОСТ 8733-87; ГОСТ 8734-75; ГОСТ 9567-75)

3.3. Профільні труби
- Труби сталеві профільні (ГОСТ 13663-86)
- Труби сталеві квадратні (ГОСТ 8639-82)
- Труби сталеві прямокутні (ГОСТ 8645-68)

3.4. Труби емальовані
- Труби і з'єднувальні елементи емальовані по внутрішній поверхні (ТУ У 03329723.003-98)
- Труби емальовані по зовнішній поверхні (Т 03329723.02-2002)

3.5. Труби теплогідроізольовані та з'єднувальні елементи до них
- Труби та з'єднувальні частини емальовані теплоізольовані (ТУ У 03329723.002-98)
- Труби та з'єднувальні частини теплоізольовані (ГСТУ 34-204-88-002-98)

3.6. Нержавіючі (корозійностійкі) труби
- Труби безшовні гарячедеформовані з корозійностійкої сталі (ГОСТ 9940-81)
- Труби безшовні холодно- і теплодеформовані з корозійностійкої сталі (ГОСТ 9941-81)
- Труби електрозварні з корозійностійкої сталі (ГОСТ 11068-81)

3.7. Труби спеціального призначення
3.8. Чавунні труби
- Труби чавунні каналізаційні та фасонні частини до них (ДСТУ Б В.2.5-25:2005 (ГОСТ 6942-98))

4. Метвироби
- 4.1. Кріпильні вироби
  - 4.1.1.Болти
  - 4.1.2 Гвинти
  - 4.1.3 Гайки
    - Гайки круглі со шлицем на торце (ГОСТ 10657-80).

  - 4.1.4 Шайби
  - 4.1.5 Шурупи
  - 4.1.6 Шплінти (ГОСТ 397-79)
  - 4.1.7 Цвяхи
  - 4.1.8 Дюбелі-цвяхи
  - 4.1.9.Заклепки
- 4.2.Дріт
  - Дріт сталевий для механічних пружин. (ДСТУ ISO 8458-1:2007 (ISO 8458-1:2002, IDT) та ДСТУ ISO 8458-2:2007 (ISO 8458-2:2002, IDT))
- 4.З.Сітка
- 4.4.Електроди